# Saint-Cyr-de-Valorges
Saint-Cyr-de-Valorges är en kommun i departementet Loire i regionen Auvergne-Rhône-Alpes i centrala Frankrike. Kommunen ligger i kantonen Néronde som tillhör arrondissementet Roanne. År 2022 hade Saint-Cyr-de-Valorges 311 invånare.

## Befolkningsutveckling
Antalet invånare i kommunen Saint-Cyr-de-Valorges
| Referens: INSEE |